# Kung Vankelmod

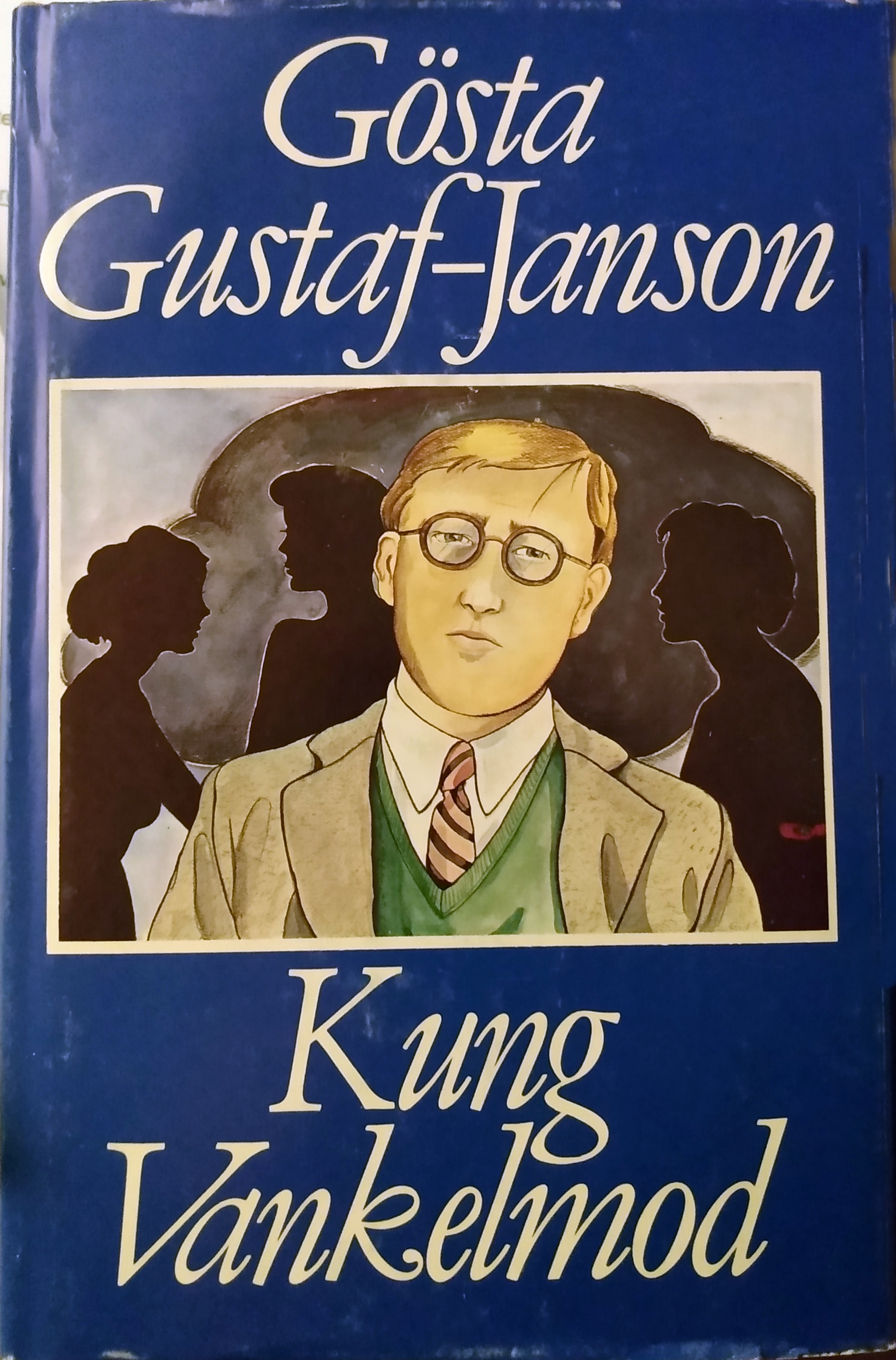

Kung Vankelmod är en roman skriven av Gösta Gustaf-Janson och utgiven 1963. Romanen är den tredje och sista delen i serien om familjen Waebel. Det är Jan Waebel som är huvudperson i den avslutande delen. Det är nu andra världskrigets tid och familjen Waebel, utom Jan, finner det lämpligt att uppskatta de tyska strävandena till en nyordning.

## Källa
- Gustaf-Janson, Gösta (1963). Kung Vankelmod. Stockholm: Albert Bonniers Förlag. Libris 1785024